# Internationaal Gitaarfestival Zwolle
Internationaal Gitaarfestival Zwolle is een meerdaags muziekfestival dat vanaf 1969 jaarlijks in Nederland te Zwolle gehouden wordt.
Het festival omvat onder meer masterclasses, themaconcerten, een ensembleweekend voor amateurgitaristen, een bouwers- en bladmuziekbeurs en een concours.

## Ontstaan
De situatie van de gitarist en zijn repertoire was er eind jaren zestig een van isolement. Een isolement met een tweeledige oorzaak. Enerzijds had de herontdekking van klassieke repertoire voor gitaar in combinatie met andere instrumenten nog niet plaatsgevonden en anderzijds kenden de toenmalige conservatoriumdocenten de gitaar niet als serieus concertinstrument. Zij hadden tijdens hun eigen opleiding de gitaar niet als zodanig leren kennen en bleven zich ook distantiëren. De gitaardocenten aan de conservatoria konden daardoor niet de voorhanden zijnde ensemblestukken uitvoeren vanwege gebrek aan belangstelling bij iedereen, behalve bij de gitaarstudenten zelf.
Gevolg hiervan was dat de gitarist bleef steken bij het spelen voor andere gitaristen. Isolement dus. Het was Pieter van der Staak die destijds met de oprichting van "De Zwolse Gitaarweken" een aanzet gaf tot het doorbreken van dit isolement. Met het festival bood hij gitaarstudenten een omgeving die meer inspiratie en ontwikkelingsmogelijkheden bood dan die binnen de muren van het conservatorium te vinden waren.
Het eerste festival werd door Van der Staak zelf geleid. Het duurde drie weken en vond plaats in Het Gruithuis, een monumentaal pand in Elburg. De cursus bestond onder andere uit: voorbereiding van uitvoeringen in het openbaar, begeleiding bij de dagelijkse studie, recitals door cursisten en training in het ensemblespel. In 1970 verhuisde het festival van Elburg naar Zwolle.
De eerste tien jaar was Pieter van der Staak de organisator en ensembleleider. Vanaf eind jaren zestig trad hij nog op als adviseur en als cursusleider. Deze rol heeft hij vervuld tot 1993, wanneer hij definitief uit het bestuur stapte.
Musici die in het bestaan van het Internationaal Gitaarfestival Zwolle masterclasses, lezingen en concerten gaven zijn onder andere Pieter van der Staak, Leo Brouwer, Pepe Romero.

## Missie
De afgelopen jaren zijn de doelstellingen van Stichting Gitaarweken Zwolle (missie/visie) opnieuw geformuleerd.
- In de nieuwe uitgangspunten wil het festival uitdrukkelijk opnieuw een ontwikkelende rol op zich nemen. “Liever de schakelaar dan de stroom”, oftewel: het is belangrijker een kwalitatief effect te hebben op de gitaarcultuur en cultuur in het algemeen, dan mee te drijven op bestaande grote stromen. Er wordt vooral gericht op ontwikkeling van kwaliteit van programmering en stimulering van talent, op alle niveaus.
- In de inspanning om de aansluiting met een breder publiek te vinden is de opvatting daarbij dat het “product” niet zozeer moet “afdalen” naar een breed publiek, maar is het doel om door middel van projecten, lezingen, inleidingen etc. bestaand én nieuw publiek bekend en vertrouwd te maken met cultuur.
- De insteek om zich uitsluitend te richten op de eigen groep, de gitaristen en het gitaarpubliek, wordt niet langer als wenselijk gezien. Niet zozeer om de gitaar als hoofdthema te verlaten, wel om het instrument in te bedden in een breder kader.
- Een ander belangrijk element in de nieuwe missie is ook het doel om groepen en leeftijden bij elkaar te brengen en op elkaar te laten inwerken. Het gaat dan niet alleen om amateur- en professioneel niveau, maar ook de verschillende niveaus van lokaliteit: lokaal- met landelijk- en internationaal niveau.

## Compositieopdrachten
In de periode 1970-1994 werd er ieder jaar een compositieopdracht verstrekt.
| jaar | Componist              | Titel                                 | Uitgever                |
| ---- | ---------------------- | ------------------------------------- | ----------------------- |
| 1970 | Pieter van der Staak   | Blue Fingers                          | Lacorda                 |
| 1971 | John w. Duarte         | Sonatina Lirica op. 48                | Bèrben                  |
| 1972 | Tom Hartman            | onvoltooid                            |                         |
| 1973 | Jan Maarten Komter     | Spaanse Suite                         | Harmonia                |
| 1974 | John Eskes             | Sonate op.15                          |                         |
| 1975 | Gilbert Biberian       | Sonata no.2 for guitar                | Nouran                  |
| 1976 | Jana Obrovská          | Sonata Semplice "in modo antiquo"     | Van Teeseling           |
| 1977 | Betty Roe              | Short Sonata                          | Thames Publishing       |
| 1978 | Reginald Smith Brindle | Sonata IV "La Breve"                  | Schott                  |
| 1979 | Hans de Heer           | Sonata 1979                           | Van Teeseling           |
| 1980 | Stephen Dodgson        | Follow the Star                       | Broekmans en Van Poppel |
| 1980 | Owe Walter             | Vintersaga                            | Broekmans en van Poppel |
| 1980 | Wolfgang Wijdeveld     | Dedication                            | Broekmans en Van Poppel |
| 1981 | Alvaro Company         | Oneiron per Gabriella                 | Zerboni                 |
| 1982 | Jan Stavinola Melisek  | Impromptu                             | Broekmans en van Poppel |
| 1982 | Owe Walter             | Sonata nr. 1                          | Vi Sjunger Och Spelar   |
| 1983 | Francis Kleynjans      | Quatre Movements op. 53               | Broekmans en van Poppel |
| 1984 | Chiel Meijering        | Geritseld                             | Donemus                 |
| 1985 | Tera de Marez Oyens    | Hall of Mirrors                       | Donemus                 |
| 1985 | Arnaud Dumond          | Raga, Esquisse pour luth Baroque      |                         |
| 1986 | Walter Hekster         | Nightmirrors                          | Donemus                 |
| 1987 | Fernando Sulpzi        | Jeux d'Enfants                        |                         |
| 1988 | Dirk Hol               | Four Songs on poems by Thomas Campion | Donemus                 |
| 1989 | Pieter van der Staak   | Sonar `89                             | Lacorda                 |
| 1990 | Owe Walter             | Contradiction                         | Lacorda                 |
| 1991 | Tera de Marez Oyens    | Sequence                              | Lacorda                 |
| 1992 | Ronald Hendriksen      | Lamento                               | Lacorda                 |
| 1993 | Annette Kruisbrink     | Homenaje a Andrés Segovia             | Henry Lemoine           |
| 1993 | Pieter van der Staak   | Escuchando al Maestro                 | Lacorda                 |
| 1994 | Frans Mulder           | Antifonia                             |                         |
| 2001 | Annette Kruisbrink     | Ahimsa                                | Les Productions d'OZ    |

Sinds 2009 wordt er weer elk jaar een compositieopdracht verstrekt, alle werken voor het ensembleweekend van het gitaarfestival.
| jaar | Componist          | Titel                            | Uitgever             |
| ---- | ------------------ | -------------------------------- | -------------------- |
| 2009 | Annette Kruisbrink | Troubadour Song & Minstrel Dance | Les Productions d`OZ |
| 2010 | Annette Kruisbrink | Café Turc                        | Les Productions d`OZ |
| 2011 | Annette Kruisbrink | Mosaic Gaudí                     | Les Productions d`OZ |
| 2012 | Jan Bartlema       | I pluck, therefore I am          | Les Productions d'OZ |